# دروازه دمشق
دروازه دمشق یا دروازه ستون نام یکی از دروازه‌های حصار قدیمی شهر اورشلیم در اسرائیل است که توسط سلطان سلیمان، دهمین سلطان امپراتوری عثمانی بنا شد.

نقاشی در محل دیوید رابرتس از دروازه دمشق. بیت المقدس. ۱۸۳۹

این دروازه یکی از نمونه‌های برجسته هنر عثمانی در اورشلیم است. نام عربی این دروازه یعنی عامود به معنای ستون است. این نام به ستونی از زمان بیزانس اشاره دارد که به عنوان نشانه در کنار این دروازه نصب شده بود.
بیرون از دروازه دو جاده قرار داشت یکی به سوی دمشق و دیگری به سوی غرب تا به کناره دریا.